# Gerald Hofegger
Gerald Hofegger (* 13. Mai 1958) ist ein österreichischer Badmintonspieler. 

## Karriere
Gerald Hofegger gewann in seiner Heimat Österreich 13 nationale Titel von 1975 bis 1984. International war er 1981 in Israel im Herrendoppel mit Johann Ratheyser erfolgreich.

## Sportliche Erfolge
| Saison | Veranstaltung                   | Disziplin    | Platz | Name                               |
| ------ | ------------------------------- | ------------ | ----- | ---------------------------------- |
| 1975   | Österreich: Einzelmeisterschaft | Herrendoppel | 1     | Johann Ratheyser / Gerald Hofegger |
| 1976   | Österreich: Einzelmeisterschaft | Mixed        | 1     | Gerald Hofegger / Ingrid Potocnik  |
| 1976   | Österreich: Einzelmeisterschaft | Herrendoppel | 1     | Johann Ratheyser / Gerald Hofegger |
| 1977   | Österreich: Einzelmeisterschaft | Herrendoppel | 1     | Johann Ratheyser / Gerald Hofegger |
| 1978   | Österreich: Einzelmeisterschaft | Mixed        | 1     | Gerald Hofegger / Hilde Kreulitsch |
| 1978   | Österreich: Einzelmeisterschaft | Herrendoppel | 1     | Johann Ratheyser / Gerald Hofegger |
| 1979   | Österreich: Einzelmeisterschaft | Herrendoppel | 1     | Johann Ratheyser / Gerald Hofegger |
| 1980   | Österreich: Einzelmeisterschaft | Herreneinzel | 1     | Gerald Hofegger                    |
| 1980   | Österreich: Einzelmeisterschaft | Herrendoppel | 1     | Johann Ratheyser / Gerald Hofegger |
| 1981   | Israel International            | Herrendoppel | 1     | Johann Ratheyser / Gerard Hofegger |
| 1981   | Österreich: Einzelmeisterschaft | Herrendoppel | 1     | Johann Ratheyser / Gerald Hofegger |
| 1983   | Österreich: Einzelmeisterschaft | Herrendoppel | 1     | Johann Ratheyser / Gerald Hofegger |
| 1984   | Österreich: Einzelmeisterschaft | Herrendoppel | 1     | Johann Ratheyser / Gerald Hofegger |